# Juggernaut

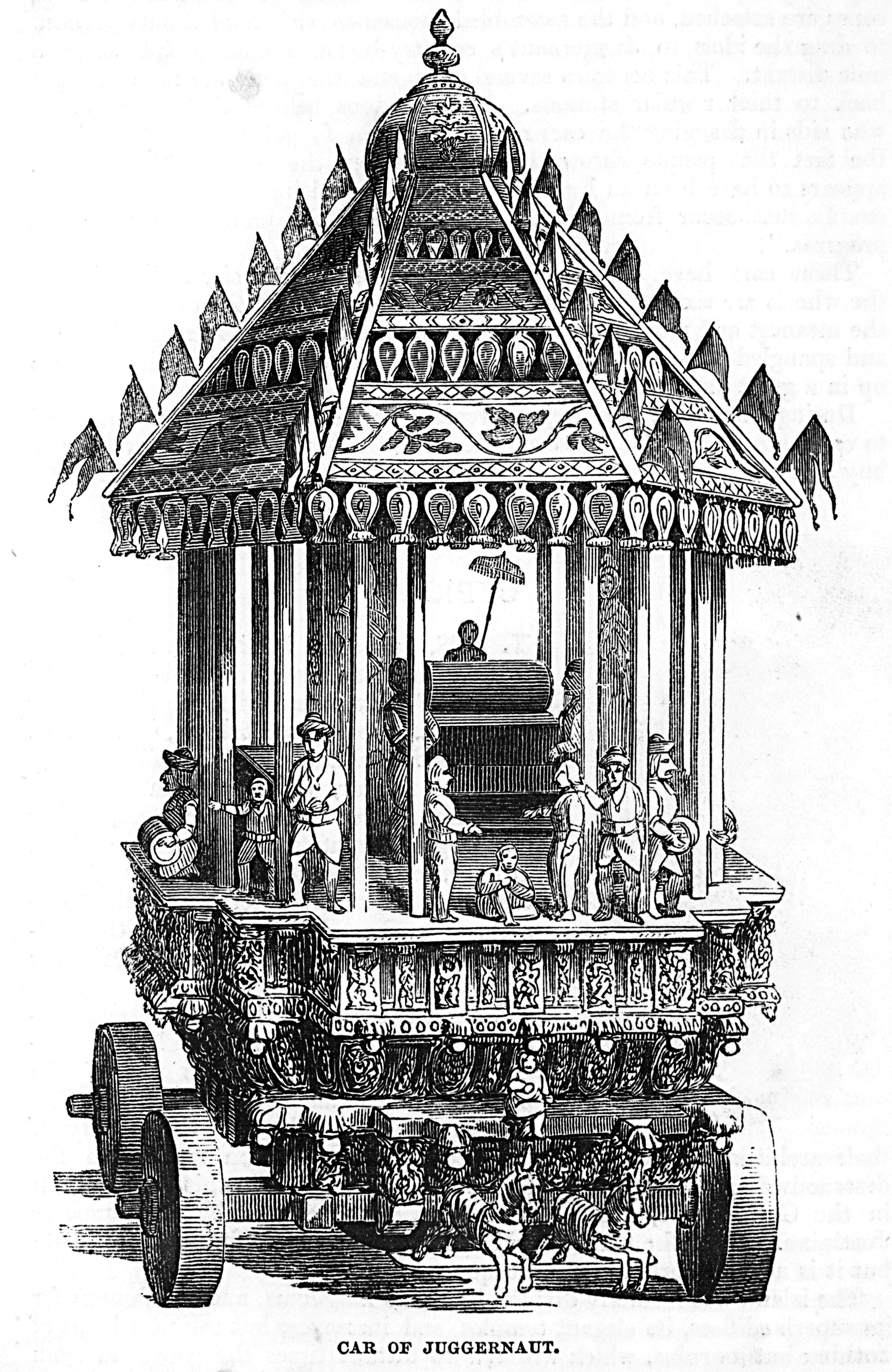
Prozessionswagen des Jagannatha (1851)

Juggernaut [ˈdʒʌɡə(r)ˌnɔːt] ist ein metaphorischer Begriff aus dem Englischen. Er steht für eine unaufhaltsame Kraft, die alles vernichtet, was ihr im Wege steht. Der Wortursprung liegt bei den riesigen, viele Tonnen schweren Prozessionswagen (Ratha), die während einer bestimmten hinduistischen Prozession (Ratha Yatra) zu Ehren des Gottes Jagannatha (Vishnu) verwendet werden. Einmal in Fahrt gebracht, sind diese Wagen von Menschen kaum zu stoppen. Während der britischen Besatzung Indiens gelangte der Begriff in die englische Sprache und von dort teilweise auch ins Deutsche. In der englischen Umgangssprache wird mit diesem Begriff auch ein schwerer Sattelzug bezeichnet.

## Ökonomie und Soziologie
Karl Marx vergleicht im Kapital die Entwicklung des Kapitalismus mit dem Juggernaut:
(I)nnerhalb des kapitalistischen Systems vollziehn sich alle Methoden zur Steigerung der gesellschaftlichen Produktivkraft der Arbeit auf Kosten des individuellen Arbeiters; alle Mittel zur Entwicklung der Produktion schlagen um in Beherrschungs- und Exploitationsmittel des Produzenten, verstümmeln den Arbeiter in einen Teilmenschen, entwürdigen ihn zum Anhängsel der Maschine, vernichten mit der Qual seiner Arbeit ihren Inhalt, entfremden ihm die geistigen Potenzen des Arbeitsprozesses im selben Maße, worin letzterem die Wissenschaft als selbständige Potenz einverleibt wird; sie verunstalten die Bedingungen, innerhalb deren er arbeitet, unterwerfen ihn während des Arbeitsprozesses der kleinlichst gehässigen Despotie, verwandeln seine Lebenszeit in Arbeitszeit, schleudern sein Weib und Kind unter das Juggernaut-Rad des Kapitals.
Der Soziologe Anthony Giddens vergleicht die Institutionen der Moderne mit dem Wagen des Juggernaut (in der deutschen Übersetzung Dschagganath-Wagen): In ihrer Wucht zerstören sie alles, sind dabei jedoch kaum steuerbar. Diese Metapher wurde von verschiedener Seite rezipiert.

## Beispiele in Medien
Die New York Times sprach in Bezug auf den deutschen 7:1-Halbfinalsieg über Brasilien bei der Fußball-WM 2014 von einem „German juggernaut“.
Angesichts der Verhandlungen zum EU-Austritt des Vereinigten Königreichs verglich der britische Politiker und Autor Stanley Johnson 2017 den Ausstiegsprozess mit einem Juggernaut.
Im Kinderroman Die kleinen Holzdiebe und das Rätsel des Juggernaut (2025) von Ole Nymoen und Wolfgang M. Schmitt steht ein dem Jagannatha-Prozessionswagen ähnelnder Juggernaut sinnbildlich für die unaufhaltsame Kraft des Kapitals.